# Marmessoidea rubescens
Marmessoidea rubescens är en insektsart som först beskrevs av Henri Saussure 1868.  Marmessoidea rubescens ingår i släktet Marmessoidea och familjen Diapheromeridae. Inga underarter finns listade i Catalogue of Life.